# Chef d'état-major de l'Armée de l'air et de l'espace
Pour les articles homonymes, voir Chef d'état-major de l'Armée de l'air.
Le chef d'état-major de l'Armée de l'air et de l'espace (CEMAAE) est un officier général français, conseiller du chef d'état-Major des armées pour l'Armée de l'air et de l'espace et responsable devant le ministre des Armées de la préparation de l'Armée de l'air en vue de sa mise en œuvre. Depuis le 16 septembre 2024, le chef d'état-major est le général d'armée aérienne Jérôme Bellanger.

## Principales attributions
Les attributions du chef d'état-major de l'Armée de l'air et de l'espace sont définies dans le code de la Défense, partie 3, Livre I, Titre II, chapitre I.
Il conseille et assiste le chef d'État-Major des armées (CEMA) au titre de l'expertise propre à son armée. Sous l'autorité du CEMA, il est chargé de garantir la préparation opérationnelle de l'Armée de l'air et de l'espace. Pour cela, il exprime ses besoins en ressources humaines civiles et militaires, organise le recrutement et la formation de son personnel militaire et est également chargé de son moral et de sa discipline.
Il propose au CEMA l'organisation de l'Armée de l'air et de l'espace et lui présente le plan de stationnement de ses unités sur le territoire national et dans les théâtres d'opération extérieure. Enfin, il est responsable du maintien en condition opérationnelle des équipements de son armée, à l'exception de ceux qui relèvent de la direction générale de l'Armement (DGA) ou des services interarmées.

## Autorité et commandement
L'autorité du chef d'état-major de l'Armée de l'air et de l'espace s'exerce sur plusieurs organismes :
- L'état-major de l'Armée de l'air et de l'espace (EMAAE) qui assure, sous l'autorité du major général de l'Armée de l'air et de l'espace et à travers ses cinq bureaux — synthèse, activité, préparation de l'avenir, nucléaire et sécurité, relations extérieures — la direction générale des entités suivantes : 
  - La direction des ressources humaines de l'Armée de l'air (DRHAA), dirigée par un général de corps aérien « DRHAA » ;
  - Les grands commandants de force :
    - Le général de corps aérien commandant les forces aériennes (CFA) ;
    - Le général de corps aérien commandant les forces aériennes stratégiques (CFAS) ;
    - Le général de corps aérien commandant la défense aérienne et les opérations aériennes (CDAOA) ;
    - Le général de corps aérien commandant le commandement de l'espace (CDE) ;
    - L'ingénieur général hors classe, directeur central du Service Industriel de l'Aéronautique (DCSIAé).

  - Le Centre études, réserves et partenariats de l'Armée de l'air ;
  - Le Centre d'expertise aérienne militaire.
- Les services, délégués et inspecteurs suivants :
  - L'inspection de l'Armée de l'air (à ne pas confondre avec l'Inspection générale des armées, qui relève du ministre des Armées) ;
  - Le service d'information et de relations publiques de l'Armée de l'air (SIRPA-Air) ;
  - Le délégué à la condition du personnel ;
  - Le délégué au patrimoine ;
  - Le délégué aux réserves
  - L'inspecteur du service de santé pour l'Armée de l'air.

## Liste des chefs d'état-major de l'Armée de l'air

### IIIeRépublique
| Chef d'état-major général des forces aériennes |                              |                      |                  |        |                  |
| | Général de division          | Henry Michaud        | 6 octobre 1930   | [ 3 ]  | 91 jours         |
| | Général de division          | Joseph-Édouard Barès | 5 janvier 1931   | [ 4 ]  | 235 jours        |
| | Général de division          | Émile Hergault       | 28 août 1931     | [ 5 ]  | 1 an, 140 jours  |
| | Général de division          | Joseph-Édouard Barès | 15 janvier 1933  | [ 6 ]  | 77 jours         |
| Chef d'état-major général de l'Armée de l'air |                              |                      |                  |        |                  |
| | Général de division          | Victor Denain        | 2 avril 1933     | [ 7 ]  | 320 jours        |
| | Général de division aérienne | Joseph-Édouard Barès | 16 février 1934  | [ 8 ]  | 1 an, 313 jours  |
| Chef de l'état-major général de l'Armée de l'air Vice-président du Conseil supérieur de l'air                                                          |                              |                      |                  |        |                  |
| | Général de division aérienne | Bertrand Pujo        | 27 décembre 1935 | [ 9 ]  | 293 jours        |
| Chef d'état-major général de l'Armée de l'air Vice-président du Conseil supérieur de l'air Inspecteur général de la défense antiaérienne du territoire |                              |                      |                  |        |                  |
| | Général de division aérienne | Philippe Féquant     | 15 octobre 1936  | [ 10 ] | 1 an, 130 jours  |
| | Général de division aérienne | Joseph Vuillemin     | 22 février 1938  | ,      | 2 ans, 201 jours |

### État français
| Chef d'état-major général de l'Armée de l'air |                              |                            |                   |        |                 |
|                                               | Général de corps aérien      | Robert Odic                | 10 septembre 1940 | [ 13 ] | 13 jours        |
|                                               | Général de brigade aérienne  | Jean Romatet (par intérim) | 23 septembre 1940 | [ 14 ] | 2 ans, 89 jours |
|                                               | Général de division aérienne | Jean-François Jannekeyn    | -                 | -      | -               |

### France libre

#### Commandant
| Commandant des forces aériennes de la France Libre |             |                |                  |        |       |
|                                                    | Vice-amiral | Émile Muselier | 1er juillet 1940 | [ 15 ] | 3 ans |

#### Chefs d'état-major des FAFL (Londres)
| Chefs d'état-major des forces aériennes françaises libres |                             |                        |                   |  |                 |
|                                                           | Capitaine                   | Eugène-Marcel Chevrier | 1er juillet 1940  |  | 177 jours       |
|                                                           | Lieutenant-colonel          | Charles Pijeaud        | 13 janvier 1941   |  | 76 jours        |
|                                                           | Général de brigade aérienne | Martial Valin          | 31 mars 1941      |  | 100 jours       |
|                                                           | Lieutenant-colonel          | Charles Pijeaud        | 10 juillet 1941   |  | 143 jours       |
|                                                           | Colonel                     | Charles Luguet         | 1er décembre 1941 |  | 133 jours       |
|                                                           | Colonel                     | Pierre Coustey         | avril 1942        |  | 363 jours       |
|                                                           | Colonel                     | Georges Andrieu        | 13 avril 1943     |  | 1 an, 202 jours |

### Gouvernement provisoire de la République etIVeRépublique
| Chef d'état-major général des forces aériennes françaises                             |                              |                  |                  |        |                  |
|                                                                                       | Général de corps aérien      | René Bouscat     | 1er juillet 1943 | [ 16 ] | 1 an, 121 jours  |
|                                                                                       | Général d'armée aérienne     | Martial Valin    | 31 octobre 1944  |        | 1 an, 120 jours  |
| Chef d'état-major général de l'Armée de l'air, inspecteur général de l'Armée de l'air |                              |                  |                  |        |                  |
|                                                                                       | Général d'armée aérienne     | René Bouscat     | 28 février 1946  | [ 17 ] | 191 jours        |
| Chef d'état-major général de l'Armée de l'air                                         |                              |                  |                  |        |                  |
|                                                                                       | Général de division aérienne | Paul Gérardot    | 7 septembre 1946 | [ 18 ] | 161 jours        |
|                                                                                       | Général de division aérienne | Jean Piollet     | 15 février 1947  | [ 19 ] | 351 jours        |
|                                                                                       | Général d'armée aérienne     | Charles Léchères | 1er février 1948 | [ 20 ] | 5 ans, 202 jours |
|                                                                                       | Général d'armée aérienne     | Pierre Fay       | 22 août 1953     |        | 1 an, 212 jours  |
|                                                                                       | Général d'armée aérienne     | Paul Bailly      | 22 mars 1955     |        | 2 ans, 360 jours |
|                                                                                       | Général d'armée aérienne     | Max Gelée        | 17 mars 1958     |        | 198 jours        |

### VeRépublique
| Chefs d'état-major de l'Armée de l'air                |                          |                     |                    |        |                  |
|                                                       | Général d'armée aérienne | Edmond Jouhaud      | 1er octobre 1958   |        | 1 an, 166 jours  |
|                                                       | Général d'armée aérienne | Paul Stehlin        | 15 mars 1960       |        | 3 ans, 200 jours |
|                                                       | Général d'armée aérienne | André Martin        | 1er octobre 1963   |        | 3 ans, 149 jours |
|                                                       | Général d'armée aérienne | Philippe Maurin     | 27 février 1967    | [ 21 ] | 2 ans, 289 jours |
|                                                       | Général d'armée aérienne | Gabriel Gauthier    | 13 décembre 1969   |        | 2 ans, 365 jours |
|                                                       | Général d'armée aérienne | Claude Grigaut      | 12 décembre 1972   | [ 22 ] | 3 ans, 195 jours |
|                                                       | Général d'armée aérienne | Maurice Saint-Cricq | 24 juin 1976       | [ 23 ] | 3 ans, 22 jours  |
|                                                       | Général d'armée aérienne | Guy Fleury          | 16 juillet 1979    | [ 24 ] | 2 ans, 330 jours |
|                                                       | Général d'armée aérienne | Bernard Capillon    | 11 juin 1982       | [ 25 ] | 4 ans, 127 jours |
|                                                       | Général d'armée aérienne | Achille Lerche      | 16 octobre 1986    | [ 26 ] | 2 ans, 191 jours |
|                                                       | Général d'armée aérienne | Jean Fleury         | 25 avril 1989      | [ 27 ] | 2 ans, 220 jours |
|                                                       | Général d'armée aérienne | Vincent Lanata      | 2 décembre 1991    | [ 28 ] | 2 ans, 211 jours |
|                                                       | Général d'armée aérienne | Jean-Philippe Douin | 1er juillet 1994   | [ 29 ] | 1 an, 62 jours   |
|                                                       | Général d'armée aérienne | Jean Rannou         | 1er septembre 1995 | [ 30 ] | 4 ans, 305 jours |
|                                                       | Général d'armée aérienne | Jean-Pierre Job     | 2 juillet 2000     | [ 31 ] | 2 ans, 61 jours  |
|                                                       | Général d'armée aérienne | Richard Wolsztynski | 1er septembre 2002 | [ 32 ] | 3 ans, 318 jours |
|                                                       | Général d'armée aérienne | Stéphane Abrial     | 16 juillet 2006    | [ 33 ] | 3 ans, 40 jours  |
|                                                       | Général d'armée aérienne | Jean-Paul Paloméros | 25 août 2009       | [ 34 ] | 3 ans, 23 jours  |
|                                                       | Général d'armée aérienne | Denis Mercier       | 17 septembre 2012  | [ 35 ] | 3 ans, 4 jours   |
|                                                       | Général d'armée aérienne | André Lanata        | 21 septembre 2015  | [ 36 ] | 2 ans, 344 jours |
|                                                       | Général d'armée aérienne | Philippe Lavigne    | 31 août 2018       | [ 37 ] | 1 an, 327 jours  |
| Chefs d'état-major de l'Armée de l'air et de l'espace |                          |                     |                    |        |                  |
|                                                       | Général d'armée aérienne | Philippe Lavigne    | 24 juillet 2020    | —      | 1 an, 47 jours   |
|                                                       | Général d'armée aérienne | Stéphane Mille      | 10 septembre 2021  | [ 38 ] | 3 ans, 5 jours   |
|                                                       | Général d'armée aérienne | Jérôme Bellanger    | 16 septembre 2024  | [ 39 ] | —                |